# 大克利特納
49°41′41″N 26°40′49″E / 49.69472°N 26.68028°E
大克利特納（烏克蘭語：Велика Клітна）是位於烏克蘭西部的村莊，由赫梅利尼茨基州裡赫梅利尼茨基區的扎斯盧奇內市鎮負責管轄。該村面積2.24平方公里，海拔高度292米，2001年人口559，人口密度每平方公里249.2人。